# J. Richard Fisher
J. Richard Fisher (Pittsburgh, 10 dicembre 1943) è un astronomo statunitense.
Ha conseguito il dottorato di ricerca in astronomia nel 1972 presso l'Università del Maryland, College Park e la laurea triennale in fisica nel 1965 presso la Pennsylvania State University, University Park.

## Formazione e ricerca
Gran parte della carriera di Fisher ha riguardato la strumentazione per la radioastronomia, tra cui la progettazione dell'alimentazione dei telescopi, la mitigazione delle interferenze radiofrequenza e l'elaborazione del segnale. Entrò a far parte dell'NRAO nel 1972 presso la sede di Green Bank, West Virginia. Fece parte del team che ideò e progettò il Green Bank Telescope da 100 metri. Nel 2005 si trasferì al Central Development Lab presso la sede centrale dell'NRAO di Charlottesville, dove si ritirò nel 2012, ma continua a essere attivo in progetti di strumentazione.
Dal 1978 al 1980 trascorse 18 mesi presso il Radiophysics Laboratory del CSIRO a Sydney, in Australia, e al ritorno trascorse 2 mesi presso il Raman Research Institute di Bangalore, in India.
Insieme a R. Brent Tully, propose la relazione Tully-Fisher, una correlazione tra la luminosità di una galassia e la larghezza delle linee di emissione nel suo spettro.